# アズラキー
アズラキー（アラビア語: الأزرقي, ラテン文字転写: al-Azraqī, 858年頃歿）は、9世紀のメッカの歴史家、クルアーン解釈学者。
アズラキーの伝記的情報については、アズラキー自身の著書のほか、アブル・ファラジ・イスハーク・ワッラーク・ナディームの『フィフリスト』が情報源である。アズラキーはメッカに生まれた。クンヤは「アブル・ワリード」、イスムとナサブは「ムハンマド・イブン・アブダッラー・イブン・アフマド」という。『メッカに関する言い伝えの書』（ Kitāb akhbār Makkah wa mā jāʼa fīhā min al-āthār）という大部の著作があり、よく引用されている。
「アズラキー」というニスバの基になっているのは「（アル＝）アズラク」（al-Azraq）という人名であり、アブル・ワリード・ムハンマドの父系祖先にあたる7世紀の男性である。Azraq は「青色」を意味し、al-Azraq という呼び名は彼の眼が青かったことに由来する。アズラクはルーム（ビザンツ帝国）の兵士であった。サーサーン朝ペルシアとの戦闘で捕虜になり、ターイフのカラダ Kalada という人物の所有する奴隷になった。ヒジュラ暦8年/西暦630年のターイフとムスリム軍の戦いの折りに預言者ムハンマドの下へ逃げ、奴隷身分から解放された。アズラクに関しては、イブン・クタイバやタバリーの著作に言及がある。
アズラクの子孫たちはメッカに住み、ウマイヤ朝の貴顕との婚姻を通じて社会的地位を上昇させた。9世紀の伝承学者イブン・サアドによると、アズラク家はバヌー・タグリブ部族に属する一氏族に、擬制的に属することにして、先祖が特に高貴な者ではなかったことを忘却しようとしたが、カイス部族とヤマン部族の対立が目立つようになるとフザーア部族の説得を受け、ヤマン部族側に付くため、先祖のアズラクがガッサーン朝の王族の息子だったということにした、という。
本項の主題、9世紀の歴史学者アズラキーの祖父アフマドは、アズラクの五世孫にあたる人物である。アフマドはメッカとその聖域の過去に興味を持ち、メッカのムフティーやファキーフと言った権威ある人物を始め、当地の古老に話を聞き、膨大な量の言い伝え（ハバル）を集めた。祖父の集めた言い伝えは、孫によりさらに拡充される。『メッカに関する言い伝えの書』のベースはアフマドにより西暦837年までに集められた言い伝えにある。同書における地理的記述は、アズラキー本人による記載である。アズラキーは亡くなるとき、同書を弟子のフザーイー（ウマル時代のメッカ総督ナーフィウ・イブン・アブドゥルハーリスの子孫）に託した。フザーイーは自身が亡くなる932年ごろまで註釈を付し、内容を拡充させた。9世紀末（西暦894年から897年）のカアバの大規模改修に関する記載は、フザーイーによる加筆である。
『メッカに関する言い伝えの書』は、現存する最古のメッカの歴史書である。一都市に関する歴史の書としても最古である。8世紀にワフブ・イブン・ムナッビヒが書いたメッカ史の書があったようであるが散逸してしまった。『メッカに関する言い伝えの書』にはイブン・イスハークやワフブ・イブン・ムナッビヒの書の引用がある。『メッカに関する言い伝えの書』が収録する言い伝えの大部分は、イブン・アッバースの方法論を受け継いだ者たち（伝承学派）が伝えたものに由来しており、彼らの教条やクルアーン解釈に依拠するものである。